# Mayrinhac-Lentour
Mayrinhac-Lentour is een gemeente in het Franse departement Lot (regio Occitanie) en telt 460 inwoners (2005). De plaats maakt deel uit van het arrondissement Figeac.

## Geografie
De oppervlakte van Mayrinhac-Lentour bedraagt 15,6 km², de bevolkingsdichtheid is 29,5 inwoners per km².
De onderstaande kaart toont de ligging van Mayrinhac-Lentour met de belangrijkste infrastructuur en aangrenzende gemeenten.

## Demografie
Onderstaande figuur toont het verloop van het inwonertal (bron: INSEE-tellingen).